# George Gruntz
George Gruntz, né le 24 juin 1932 à Bâle et mort dans la même ville le 10 janvier 2013, est un musicien, pianiste, arrangeur et compositeur de jazz suisse. Considéré comme l'un des artistes de jazz les plus influents au niveau international, il est le fondateur du George Gruntz Concert Big Band et a été amené à travailler avec des artistes de renom dont Phil Woods, Rahsaan Roland Kirk, Dexter Gordon, Louis Armstrong, Johnny Griffin, Mel Lewis ou Burhan Öçal.

## Biographie
Après une période d'études au conservatoire de Zurich où il donne ses premiers concerts, il travaille comme arrangeur et pianiste pour Radio Basel. Sa carrière musicale démarre véritablement au début des années 1950. En 1958, il se produit au sein de l'International Youth Band lors du Festival de Newport, créé quatre ans plus tôt, avant de suivre plusieurs musiciens de jazz américains en tournées en Europe, comme Louis Armstrong et Lee Konitz. Il participe à l'European Rhythm Jazz Machine de Phil Woods de 1968 à 1969, avec Henri Texier et Daniel Humair.
À partir des années 1970, enrichi de ses expériences, il fonde le George Gruntz Concert Jazz Band pour le Festival de jazz de Zurich en 1971. L'année suivante, il devient le directeur artistique du Festival de jazz de Berlin (de), fonction qu'il assume pendant quatorze ans. Il est également directeur musical du Schauspielhaus de Zurich de 1970 à 1984,.
À la tête de son groupe, George Gruntz effectue plusieurs tournées à travers le monde, donne plus de 200 concerts et collabore avec pas moins de 150 solistes européens et américains comme Slide Hampton et Phil Woods. C'est au cours d'une tournée en Chine en 1992 que paraît Live in China, le disque le plus foisonnant de son big band.
George Gruntz est connu pour affectionner les expériences sonores, n'hésitant pas à improviser et à combiner les genres. Il transpose parfois de la musique baroque en jazz, ou se lance dans l'interprétation de classiques sur de grandes orgues. Il justifie le caractère éclectique de son art en affirmant que les principaux critères d'appréciation du jazz sont "la spontanéité et l'improvisation".
Au cours de sa carrière, George Gruntz enregistre une douzaine de disques. Il a été aussi amené à travailler pour le théâtre et le cinéma. Il signe notamment "World Jazz Opera" en 1982, "Cosmopolitan Greetings" en 1988 et "The Magic of a Flute" en 2003.
En août 2012, il se produit au Festival de jazz de Montreux.
Il meurt le 10 janvier 2013 dans sa ville natale des suites d'une longue maladie.

## Œuvres
- Mental Cruelty (Jazz Soundtrack), 1960 (released 2003)
- Rennaissance Man a.k.a. 30 + 70 The One Hundred Years of George Gruntz, 1961-2000 (Compilation, released 2002)
- George Gruntz Quintet - Bach Humbug! Or Jazz Goes Baroque, 1964
- Jazz Goes Baroque, 1964 (Philips)
- Jazz Goes Baroque 2 - The Music of Italy, 1965 (Philips)
- Noon in Tunisia, 1967 (SABA)
- Drums and Folklore: From Sticksland with Love, 1967 (SABA)
- Saint Peter Power, 1968 (MPS Records)
- The Band - The Alpine Power Plant, 1972
- 2001 Keys - Piano Conclave, 1973
- Monster Sticksland Meeting Two - Monster Jazz, 1974
- Eternal Baroque, 1974 (Atlantic)
- The Band (Recorded Live at the Zürich Schauspielhaus), 1976 (MPS Records)
- Percussion Profiles, 1977
- Living Transition. With Radio Big Band Leipzig, 1986
- George Gruntz Trio - Serious Fun, 1989
- The George Gruntz Concert Big Band, 1978 (with Elvin Jones)
- Live at the "Quartier Latin" Berlin, 1980
- Theater, 1984 (ECM)
- Happening Now, 1987
- First Prize, 1989
- Blues 'n Dues Etcetera, 1991
- Beyond Another Wall: Live in China, 1992
- Cosmopolitan Greetings, 1992 (composition for big band, libretto by Allen Ginsberg)
- Ray Anderson - Big Band Record, 1994
- George Gruntz Trio with Franco Ambrosetti - Mock-lo-Motion, 1995
- The MPS Years, 1972-1981 (Compilation, released 1996)
- Sins'n Wins'n Funs - Left-cores and Hard-core En-cores, 1981–1990 (Compilation, released 1996)
- Liebermann, 1998
- Merryteria, 1999
- Live at JazzFest Berlin, 1999
- George Gruntz Percussion Ensemble - Expo Triangle, 2000
- Global Excellence, 2001
- Ringing the Luminator - Piano Works II, 2004
- George Gruntz / Peter O. Chotjewitz - The Magic of a Flute, 2004
- Tiger by the Tail, 2006
- Pourquoi pas? Why Not?, 2008
- Matterhorn Matters, 2010
- George Gruntz with the NDR Bigband and Tom Rainey - Dig My Trane - Coltrane’s Vanguard Years (1961- 1962), 2012